# Персеида
Персеида (Перса, Персида) (др.-греч. Πέρσηΐς) — персонаж древнегреческой мифологии. Океанида, дочь титана Океана и Тефиды. Жена Гелиоса, мать Ээта, Кирки, Пасифаи и Перса.
Отождествляется с Гекатой.